# امپریالیسم بوم‌شناختی
امپریالیسم بوم‌شناختی یک مفهوم توضیحی است که توسط آلفرد کرازبی معرفی شده است و به سهم گونه‌های زیستی اروپایی مانند حیوانات، گیاهان و عوامل بیماری‌زا در موفقیت استعمارگران اروپایی اشاره می‌کند. کرازبی کتاب «امپریالیسم بوم‌شناختی: گسترش زیستی اروپا، ۹۰۰–۱۹۰۰» را در سال ۱۹۸۶ نوشت. او از اصطلاح «نئواروپا» برای توصیف مکان‌هایی که توسط اروپایی‌ها مستعمره و فتح شده بودند، استفاده کرد.

## مثال‌هایی برای مفهوم کرازبی
در سال ۱۶۰۷، گروهی از مهاجران به رهبری کاپیتان جان اسمیت به آمریکای شمالی رسیدند و مستعمره جیمزتاون را در ویرجینیا تأسیس کردند. اگرچه در ابتدا به نظر می‌رسید که استعمارگران از شرایط سخت دنیای جدید جان سالم به در نخواهند برد، اما در نهایت این بومیان بودند که نتوانستند از بیماری‌های دنیای قدیم جان سالم به در ببرند. «استعمارگران گیاهان و حیوانات جدیدی را به قاره آمریکا آوردند، برخی با طراحی قبلی و برخی دیگر به‌طور تصادفی. استعمارگران که مصمم به کشاورزی به شیوه اروپایی بودند، دام‌های اهلی خود - زنبور عسل، خوک، اسب، قاطر، گوسفند و گاو - و گیاهان اهلی خود، از جمله گندم، جو، چاودار، جو دوسر، علف‌ها و انگور را وارد کردند. اما استعمارگران همچنین ناخواسته عوامل بیماری‌زا، علف‌های هرز و موش‌ها را نیز با خود حمل کردند.» معرفی این گونه‌های خارجی، تعادل گونه‌های بومی را برهم زد و به شدت به شیوه زندگی جمعیت بومی آسیب رساند.
اولین شیوع عمده آبله در میان بومیان بین سال‌های ۱۶۱۶ تا ۱۶۱۹ در ماساچوست بود. بومیان آمریکا هرگز چنین بیماری‌ای را ندیده بودند، و این بیماری کل سکونتگاه‌ها را در کشورهایی مانند آبناکی، پاوتاکت و وامپانواگ از بین برد. «با ریشه‌کن کردن سرخپوستان، آبله به استعمارگران کمک کرد تا به زمین‌ها و منابعی که قبلاً توسط بومیان متخاصم کنترل می‌شد، دست یابند. اروپایی‌ها می‌توانستند و عملاً در برخی مناطق بدون هیچ چالشی مستعمره‌سازی کردند.» در سال ۱۶۳۳، یک بیماری همه‌گیر ویرانگر دیگر رخ داد. ویلیام بردفورد، فرماندار مستعمره پلیموث، اظهار داشت: «آنها روی تشک‌های سفت خود دراز می‌کشند، آبله‌ها می‌شکنند و زیر لب غرغر می‌کنند و به یکدیگر می‌چسبند، پوستشان (به همین دلیل) به تشک‌هایی که روی آنها دراز کشیده‌اند، می‌چسبد؛ وقتی آنها را برمی‌گردانند، یک طرفشان پر از کک می‌شود… و تمام بدنشان خون‌آلود می‌شود، دیدنشان بسیار ترسناک است. سپس، از شدت درد، چه از سرما و چه از بیماری‌های دیگر، مانند گوسفندان فاسد رنگ می‌گیرند.»

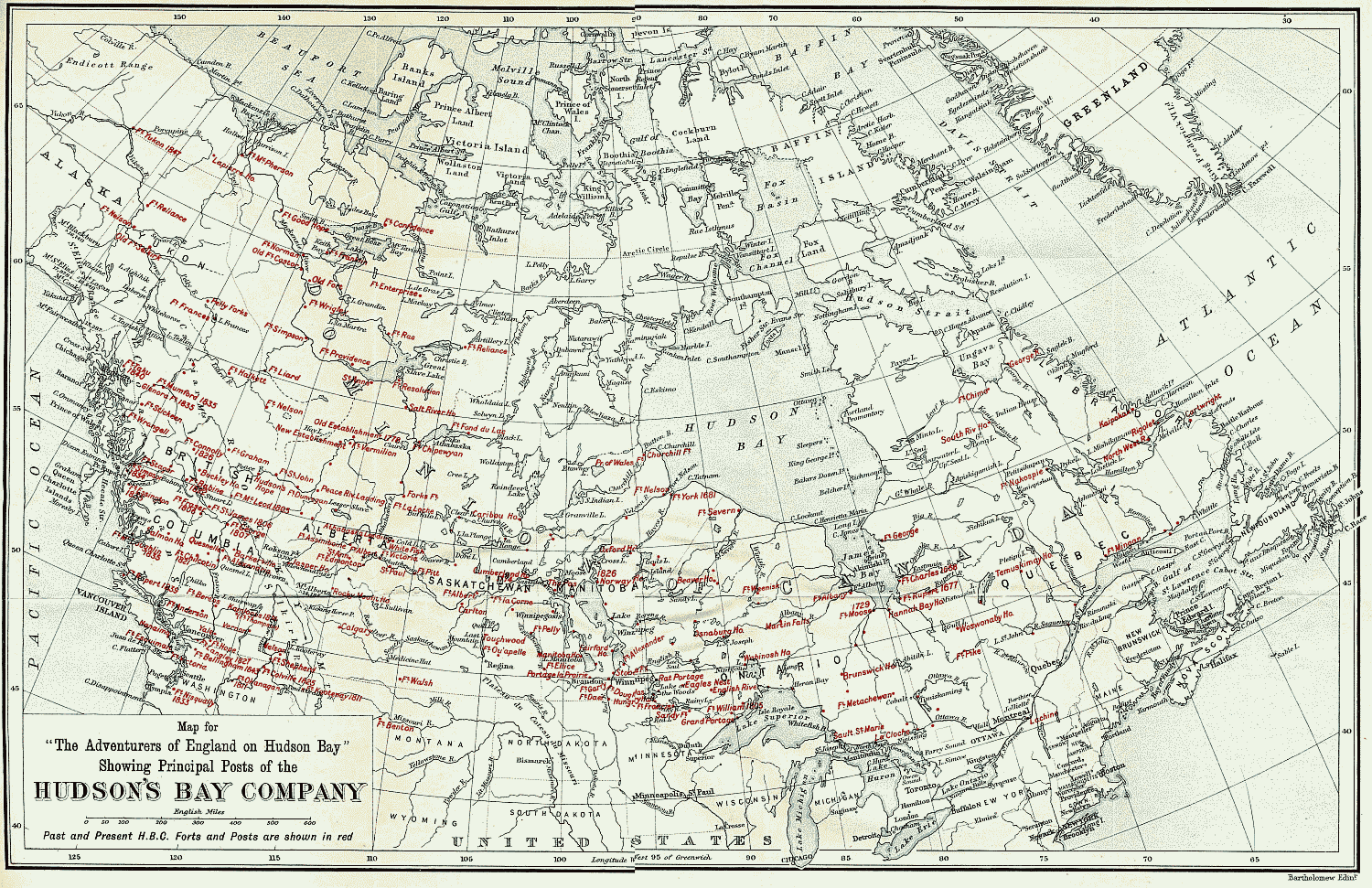
سمت‌های اصلی شرکت خلیج هادسون تا سال ۱۹۱۴

در طول این دوران استعمار، اروپا شاهد افزایش چشمگیر تقاضا برای خز لوکس، عمدتاً توسط اروپای غربی، بود. صربستان در آن زمان منبع اصلی خز لوکس بود، اما قادر به تأمین کافی آن نبود، در نتیجه منجر به افزایش ارزش خز شد که به نوبه خود تجارت خز را در آمریکای شمالی گسترش داد.
تجارت خز همچنین تعادل اکولوژیکی آمریکای شمالی را برهم زد. «محدودیت از ویژگی‌های بارز تجارت خز نبود. در سال ۱۸۲۲، تنها در مناطق شمال غربی کشور، شرکت خلیج هادسون ۱۵۰۰ پوست روباه انبار کرد، که در مقایسه با ۱۰۶۰۰۰ پوست سگ آبی تعداد ناچیزی بود، اما با این وجود بسیار زیاد بود. تاجران خز اشتباه محاسبه کرده بودند. آنها به عنوان شکارچیان، نتوانسته بودند با طعمه خود سازگار شوند و طعمه آنها نیز به نوبه خود با انکار تلافی می‌کرد. البته، روباه قرمز خود را منقرض نکرد. تعداد او فقط کاهش یافت.» تجارت خز نه تنها نسبت شکارچی به طعمه را اشتباه محاسبه کرد، بلکه باعث افزایش شیوع آبله در مناطق شمالی قاره آمریکا شد؛ بنابراین یک مسیر تجاری جغرافیایی برای انتقال آبله از شهرهای پرجمعیت شهری به مناطق روستایی، باز و جنگلی شمال کشور ایجاد کرد.

## برای مطالعهٔ بیشتر
- آلفرد کرازبی، امپریالیسم زیست‌محیطی: گسترش زیستی اروپا، ۹۰۰–۱۹۰۰ . انتشارات دانشگاه کمبریج: ۱۹۹۳، چاپ دوم ۲۰۰۴.شابک ‎۹۷۸−۰۵۲۱۵۴۶۱۸۸شابک ۹۷۸–۰۵۲۱۵۴۶۱۸۸.
- جارد دایموند، اسلحه، میکروب و فولاد دبلیو دبلیو نورتون و شرکا: ۲۰۰۵.شابک ‎۹۷۸−۰۳۹۳۰۶۱۳۱۴شابک ۹۷۸–۰۳۹۳۰۶۱۳۱۴.
- شارون کیرش، چه گونه‌هایی از موجودات: روابط حیوانات از دنیای جدید. کتاب‌های ستاره جدید: ۲۰۰۸.شابک ‎۹۷۸−۱۵۵۴۲۰۰۴۰۵شابک ۹۷۸–۱۵۵۴۲۰۰۴۰۵.
- مارک الوین، عقب‌نشینی فیل‌ها: تاریخ زیست‌محیطی چین . انتشارات دانشگاه ییل، ۲۰۰۶.شابک ‎۹۷۸−۰۳۰۰۱۱۹۹۳۰شابک ۹۷۸–۰۳۰۰۱۱۹۹۳۰.
- آلن تیلور، مستعمرات آمریکایی (انتشارات پنگوئن: ۲۰۰۲)، ۲۸۰–۳۰۰
- استفانی ترو پیترز، اپیدمی! آبله در دنیای جدید . انتشارات بنچمارک، ۲۰۰۵.شابک ‎۹۷۸−۰۷۶۱۴۱۶۳۷۱شابک ۹۷۸–۰۷۶۱۴۱۶۳۷۱.
- | - ن - ب - و امپراتوری‌ها | - ن - ب - و امپراتوری‌ها                                                                                                                                                                                                                                                                                                                                                                                                                                                                                                                                                                                                                                                                                                                                                                                                                                                                                                                                                                                                                                                                                                                                                                                 |
| ----------------------- | --- |
| دوران باستان            | - اکد - مصر - آشوری نو - بابل نو - کارتاژ - چین - دودمان چین - دودمان هان - جین - وی شمالی - هلنیستی - مقدونیه - سلوکیان - هیتی‌ها - هند - ناندا - امپراتوری موریا - ساتاواهانا - شونگا - امپراتوری گوپتا - هارشا - ایران - شاهنشاهی ماد - شاهنشاهی هخامنشی - شاهنشاهی اشکانی - شاهنشاهی ساسانی - شاهنشاهی کوشان - مغول - شیانبی - شیونگ‌نو - امپراتوری روم - امپراتوری روم غربی - امپراتوری روم شرقی - تئوتیئواکان |
| دوران پسا-باستان        | - خلافت - خلافت راشدین - خلافت اموی - خلافت عباسیان - خلافت فاطمیان - خلافت قرطبه - تاج آراگون - امپراتوری آنژوین - آزتک - بنین - بورنو - برونئی - بلغارستان - امپراتوری نخست بلغارستان - دومین امپراتوری بلغارستان - امپراتوری روم شرقی - امپراتوری نیقیه - امپراتوری ترابوزان - امپراتوری کارولنژی - چین - دودمان سوئی - دودمان تانگ - دودمان سونگ - دودمان یوآن - امپراتوری اتیوپی - زاگ‌وه - سلیمانیان - پادشاهی متحد گرجستان - هون - امپراتوری اینکا - هند - دودمان چولا - گجر پرتیهارا - امپراتوری پالا - گنگای شرقی - سلطنت دهلی - امپراتوری ویجایاناگارا - ایران - طاهریان - سامانیان - صفاریان - آل بویه - امپراتوری کانم - امپراتوری خمر - امپراتوری لاتین - ماجاپاهیت - سلطان‌نشین ملاکا - امپراتوری مالی - امپراتوری مغول - دودمان یوآن - اردوی زرین - خانات جغتای - ایلخانان - مراکش - ادریسیان - مرابطان - موحدان - مرینیان - امپراتوری دریای شمالی - امپراتوری اویو - امپراتوری مقدس روم - صربستان - سومالی - سلطنت اجوران - سلطنت ایفات - سلطنت عدل - مقديشو‎ - سلطنت ورسنگلی - امپراتوری سنغای - امپراتوری سریویجایا - امپراتوری تبت - امپراتوری‌های ترکی-ایرانی - غزنویان - امپراتوری سلجوقی - خوارزمشاهیان - تیموریان - ویتنام - دودمان لی - دودمان تران - دودمان لی متاخر - پادشاهی غنا |
| دوران مدرن              | تونگا • هند (مراتا • سیک • گورکانیان) • چین (دودمان مینگ • دودمان چینگ) • امپراتوری عثمانی • ایران (صفوی • افشاریان • قاجاری) • امپراتوری درانی • مراکش (سعدیان • علویان) • امپراتوری اتیوپی • سومالی (دراویش • سلطان‌نشین غلدی • هوبیو) • فرانسه (امپراتوری اول فرانسه • امپراتوری دوم فرانسه) • امپراتوری اتریش (اتریش-مجارستان) • امپراتوری آلمان • امپراتوری روسیه • امپراتوری سوئد • امپراتوری مکزیک (اولین • دوم) • برزیل • کره • امپراتوری ژاپن • هاییتی (اولین • دومین) • امپراتوری آفریقای مرکزی - آمریکا - بلژیک - بریتانیا - انگلیس - دانمارک - هلند - فرانسه - آلمان - ایتالیا - ژاپن - نروژ - پرتغال - اسپانیا - سوئد |
| فهرست‌ها                 | - فهرست امپراتوری‌ها - وسیع‌ترین امپراتوری‌های تاریخ - قدرت‌های بزرگ دوران باستان - قدرت‌های بزرگ سده‌های میانه - قدرت‌های بزرگ دوران مدرن |